# RM-1A
RM-1A – polska rakieta doświadczalna będąca rozwinięciem wcześniejszej konstrukcji RM-1. Z powodu wady wykonania, jedyny próba startu zakończyła się niepowodzeniem.

## Historia
Sukces rakiety RM-1, pomimo bardzo ubogiego zaplecza, zachęcił konstruktorów z Sekcji Technicznej krakowskiego oddziału Polskiego Towarzystwa Astronautycznego do kontynuacji prac. Pierwotnie zakładano wykorzystanie rakiety RM-1 w roli najwyższego stopnia rakiety wielostopniowej jednak jej udany start i lot zaowocował powstaniem projektu wykorzystania tej konstrukcji w roli samodzielnej rakiety doświadczalnej. W maju 1959 roku powstał projekt zmodyfikowanej wersji oznaczonej jako RM-1A, opracowany przez mgr. inż. Jacka Walczewskiego. 
W porównaniu do oryginalnej RM-1, zmodyfikowano wyprowadzenie przewodów zapłonowych. Tym razem zastosowano zapłonnik z przewodami luźno wychodzącymi przez dyszę wylotową silnika. Gazy wylotowe silnika bez problemu wypalały i wyrzucały niepotrzebne już po zainicjowaniu zapłonu przewody. Zmieniono przekrój dyszy, która tym razem przykręcana była do korpusu rakiety za pomocą gwintu. Sam korpus rakiety toczony był z zewnątrz. Taki sposób wykonania był przyczyną awarii RM-1A podczas startu. Z powodu niewystarczającej kontroli procesu toczenia korpusu, doszło do nieosiowego wytoczenia i nadmiernego osłabienia jednej ze stron komory silnikowej. Przyspawane do kadłuba stateczniki w RM-1, zastąpiono zespołem stateczników zgrzewanych na tulei i następnie wciskanych na korpus silnika. Taka technologia wykonania stateczników doprowadziła jednak do tego, iż okazały się one za ciężkie. Na końcach dwóch stateczników zamontowano umieszczone w tulejach smugacze. Powiększono objętość głowicy rakiety. Plany zakładały budowę co najmniej trzech typów głowic. Odrzucaną i odzyskiwaną na spadochronie, której celem było badania różnych systemów odzyskowych. Z nadajnikiem radiowym, przeznaczoną do badań telemetrycznych i radiowych. Ze źródłem światła (np. w formie smugaczy pirotechnicznych) do śledzenia toru lotu rakiety. Po doświadczeniu z RM-1, którego tor lotu nie zdołał być w całości śledzony, tym razem dużą wagę przyłożono do implementacji systemów śledzących rakietę. Metalowe części do trzech rakiet RM-1A wykonano w 1959 roku w Krakowskim Zjednoczeniu Przemysłu Terenowego. Korpusy głowic wykonano w Szybowcowym Zakładzie Doświadczalnym w Bielsku-Białej. Zrobiono je z masy plastycznej zbrojonej włóknem szklanym. 
Prace nad RM-1A zahamowała likwidacja pod koniec 1959 roku Komórki Techniki Rakietowej i Fizyki Atmosfery Akademia Górniczo-Hutniczej w Krakowie (AGH). Jednostki utworzonej w grudniu 1957 roku przy Zakładzie Silników Cieplnych AGH. Wraz z postępami prac nad budową rakiety RM-1, stało się jasne, że ich finansowanie przekracza możliwości społecznej organizacji jaką było Polskie Towarzystwo Astronautyczne. Podjęto starania o utworzenie placówki etatowej, mogącej kontynuować badania w oparciu o istniejącą już instytucję naukową. Rozmowy prowadzono z Politechniką Krakowską ale bez zadowalającego rezultatu. Dopiero AGH zgodziła się utworzyć jednostkę naukową w ramach swoich struktur. Jednak wobec trudności etatowych z jakimi mierzyła się AGH, 31 grudnia 1959 roku Komórkę zlikwidowano. Również z tego powodu nie doszło do wybudowania planowanych nowych głowic dla rakiety, których uruchomienie produkcji przewidywano w 1960 roku.
Pod koniec 1960 roku, na zlecenie Ligi Przyjaciół Żołnierza, rozpoczęto przygotowania do pokazowego lotu rakiety RM-1A. Rakieta została wyposażona w bogaty zestaw smugaczy pirotechnicznych, mający zapewnić bardzo dobre warunki do obserwacji toru lotu. Umieszczono je w specjalnych tulejach przymocowanych do dwóch stateczników. Każda z tulei mieściła po trzy smugacze umieszczone szeregowo. Ich odpalenie miało się odbyć jeszcze przed startem rakiety. Dodatkowe sześć smugaczy umieszczono w głowicy RM-1A. Ich odpalenie miało się odbyć po wypaleniu się ładunków umieszczonych na statecznikach. Odpalenie smugaczy w głowicy miało spowodować odrzucenie specjalnej osłony głowicy i skierowanie płomienia smugaczy w górę. Taka konfiguracja miała pogorszyć własności aerodynamiczne rakiety, zakładano jednak iż cała procedura zostanie uruchomiona w trakcie końcowej fazy lotu, z małą prędkością i w czasie opadania co nie powinno wpłynąć na przebieg lotu rakiety RM-1A. Całość miała zapewnić bardzo dogodne warunki do obserwacji lotu rakiety od chwili startu do momentu upadku na ziemię. 
Start została zaplanowany na godziny wieczorne 2 grudnia 1960 roku. Wykorzystano kratownicową wyrzutnię użytą do startu rakiety RM-1. Niestety, po uruchomieniu zapłonu rakiety, z powodu osłabienia konstrukcji korpusu wynikającego z nieosiowego wytoczenia, doszło do rozerwania bocznej ścianki korpusu rakiety. Jej szczątki wypaliły się na wyrzutni. Nie wykorzystano pozostałych dwóch egzemplarzy.